# Portezuelo (Cáceres)
Portezuelo este un oraș din Spania, situat în provincia Cáceres din comunitatea autonomă Extremadura. Are o populație de 282 de locuitori (2007).